# Tamarix meyeri
Tamarix meyeri är en tamariskväxtart som beskrevs av Pierre Edmond Boissier. Tamarix meyeri ingår i släktet tamarisker, och familjen tamariskväxter. Inga underarter finns listade.